# 르비우 아르메니아 사도교회 대성당

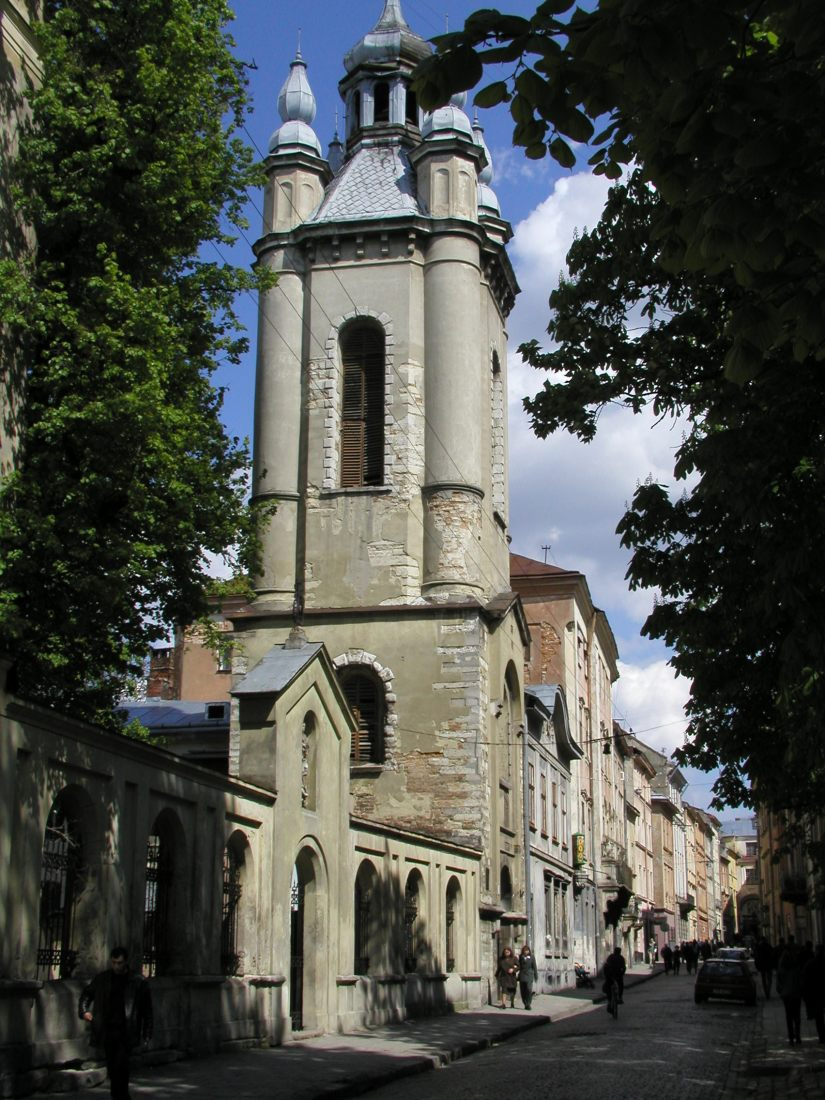
르비우 아르메니아 사도교회 대성당

아르메니아 사도교회 르비우 대성당(우크라이나어: Вірменський собор, 아르메니아어: Հայկական տաճար, 폴란드어: Katedra ormiańska)는 우크라이나 르비우의 구시가지 광장 북쪽에 위치한 아르메니아 사도교회 대성당이다.
1363년부터 1370년 사이에 아르메니아인 상인이 아르메니아의 고도 아니 주교좌 성당을 모방해서 르비우에 아르메니아 성당을 세웠다. 1527년에 일어난 화재로 교회당이 파괴되었고 1571년에는 돌로 쌓은 종루를 신축하였다. 1630년에는 중앙보행로가 확장되었고, 1723년에 재건되었다. 17세기부터 주교좌 성당은 로마 가톨릭교회와 연합해 아르메니아 가톨릭 교회에 소속되었다. 현재의 주교좌 성당은 1908년부터 1927년 사이에 개축되었다.
소련이 통치하던 시기에 주교좌 성당은 폐쇄되었다. 1954년에는 마지막 아르메니아 가톨릭 교회 신부가 소련의 굴라그에서 사망하였다. 소련의 붕괴와 함께 우크라이나가 독립한 이후에는 르비우에 거주하던 소수의 아르메니아계 가톨릭 신자들이 교회 재건을 시도했으나 성공하지 못했다. 교황 요한 바오로 2세가 우크라이나를 방문하기 얼마 전에 현지 정부는 아르메니아 사도교회에 주교좌 성당을 관리를 위탁하였고 아르메니아 사도교회는 1997년 르비우에 교구를 설립하였다.

## 같이 보기
- 아르메니아 사도교회